# Chelsea Islan
Chelsea Elizabeth Islan (ur. 2 czerwca 1995 w Waszyngtonie) – indonezyjska aktorka i modelka.

## Filmografia
| Rok  | Tytuł                           | Rola             |        |
| ---- | ------------------------------- | ---------------- | ------ |
| 2013 | Refrain                         | Annalise         | [ 3 ]  |
| 2014 | Street Society                  | Karina           | [ 4 ]  |
| 2014 | Merry Riana: Mimpi Sejuta Dolar | Merry Riana      | [ 5 ]  |
| 2015 | Di Balik 98                     | Diana            | [ 6 ]  |
| 2015 | Guru Bangsa: Tjokroaminoto      | Stella           | [ 7 ]  |
| 2015 | Love You... Love You Not        | Amira            | [ 8 ]  |
| 2016 | 3 Srikandi                      | Lilies Handayani | [ 9 ]  |
| 2016 | Headshot                        | Ailin            | [ 10 ] |
| 2016 | Pinky Promise                   | Chelsea          | [ 11 ] |
| 2016 | Rudy Habibie                    | Illona Ianovska  | [ 12 ] |
| 2017 | Ayat-Ayat Cinta 2               | Keira            | [ 13 ] |
| 2018 | May the Devil Take You          | Alfie            | [ 14 ] |
| 2020 | May the Devil Take You Too      | Alfie            | [ 15 ] |